# Cynosa agedabiae
Cynosa agedabiae là một loài nhện trong họ Lycosidae.
Loài này thuộc chi Cynosa. Cynosa agedabiae được Lodovico di Caporiacco miêu tả năm 1933.